# Esclavos de la tierra
Esclavos de la tierra (el original en inglés The Cabin in the Cotton) es una película dramática estadounidense de la época pre-code (1932), dirigida por Michael Curtiz. El guion de Paul Green está basado en la novela Cabin in the Cotton escrita por Harry Harrison Kroll en 1931.
Esta es la primera de las seis películas en que Curtiz dirigió a Bette Davis —en esta película todavía con un papel secundario—. Y una de las nueve que la actriz rodó aquel año.
Quizá lo más conocido de esta película sea una línea de diálogo en la que una Bette Davis, rubia platino, recita con acento sureño: «Me gustaría besarte, pero acabo de lavarme el pelo». (I'd like ta kiss ya, but I just washed my hair) Con el tiempo la frase fue inmortalizada por los imitadores de Davis; además aparece citada en la película Cómo conquistar Hollywood / El nombre del juego (Get Shorty, 1995).

## Argumento
Marvin Blake (Richard Barthelmess) es el hijo de un aparcero que prefiere continuar estudiando a trabajar en los campos de algodón bajo el calor en el profundo sur. Al principio, el codicioso arrendatario Lane Norwood (Berton Churchill) se opone a la idea, argumentando que le necesita para trabajar en sus campos. Pero después de la repentina muerte de su padre, agotado por el duro trabajo, a regañadientes ayuda a Blake a lograr su objetivo y proporciona al joven un trabajo de tenedor de libros cuando su vampiresa hija Madge (Bette Davis) se lo pide.
Blake descubre irregularidades en las cuentas de Norwood y pronto se ve envuelto en una batalla entre la gerencia y los trabajadores y dividido entre la seductora Madge y su novia de toda la vida Betty Wright (Dorothy Jordan).

## Reparto
- Richard Barthelmess como Marvin Blake
- Dorothy Jordan como Betty Wright
- Bette Davis como Madge Norwood
- Hardie Albright como Roland Neal
- David Landau como Tom Blake
- Berton Churchill como Lane Norwood
- Dorothy Peterson como Lilly Blake
- Russell Simpson como tío Joe
- Tully Marshall como Slick
- Henry B. Walthall como Eph Clinton
- Edmund Breese como Holmes Scott
- John Marston como Russell Carter
- Erville Alderson como Sock Fisher
- William Le Maire como Jake Fisher
- Clarence Muse como un ciego negro
- Harry Cording como Ross Clinton (sin acreditar)

## Producción
Cuando el productor Darryl F. Zanuck insistió a Michael Curtiz para que Bette Davis hiciera el papel de Madge Norwood, el director respondió: «¿Estás loco? ¿Quién querría irse a la cama con ella?». Totalmente contrariado al verse obligado a darle el papela en contra de su voluntad, Curtiz echó humo durante todo el rodaje, refiriéndose a ella en voz alta como "una maldita actriz pésima". o murmurando para sí mismo "¡Maldita sea, inservible castrada hija de puta!" durante las escenas de amor con Richard Barthelmess.
Años más tarde, Davis observó: «El Sr. Curtiz, debo decir, monstruoso como era, también era un gran cineasta europeo. No era el director de un actor. . . Tenías que ser muy fuerte. No era nada divertido. . . ¡Era un verdadero BASTARDO! El hombre más cruel que he conocido. Pero sabía cómo rodar bien una película». Pero hizo otras seis películas con Curtiz, hasta La vida privada de Elizabeth y Essex / Mi reino por un amor (The Private Lives of Elizabeth and Essex, 1939).
A Davis le gustaba Barthelmess personalmente, pero se sentía perjudicada por su forma de actuar. «No hacía absolutamente nada en los planos largos, seguía las instrucciones básicas para planos medios y reservaba su talento para los primeros planos. Así, era imprescindible utilizar sus primeros planos casi por completo».

## Críticas
Mordaunt Hall, crítico del The New York Times, comentó: «es una película que pocos momentos despierta algo de interés y Richard Barthelmess ofrece una actuación cuidadosa pero escasamente inspirada. Su comportamiento general carece de espontaneidad y suele recitar su papel de forma monótona... La dirección de Michael Curtiz es bastante desigual y algunas partes resultan confusas.»
Esclavos de la tierra (The Cabin in the Cotton) fue una de las nueve películas en que Davis apareció durante 1932. Aún relativamente desconocida, logró llamar la atención de muchos críticos con su actuación. Regina Crewe, en su crítica para el New York Journal-American, calificó su actuación como ‘soberbia’. Richard Watts, Jr., del New York Herald Tribune declaró: «La señorita Davis muestra una sorprendente vivacidad como la seductora chica rica» y la revista Variety afirmó que su «creciente popularidad es la mejor oportunidad que la película sea un éxito de taquilla». Davis también llamó la atención del director John Cromwell, que quedó lo suficientemente impresionado como para que interpretara Mildred en su película Cautivo del deseo (Of Human Bondage, 1934), que consolidó la reputación de Davis como una de las mejores actrices de la época.